# 아리 밀런

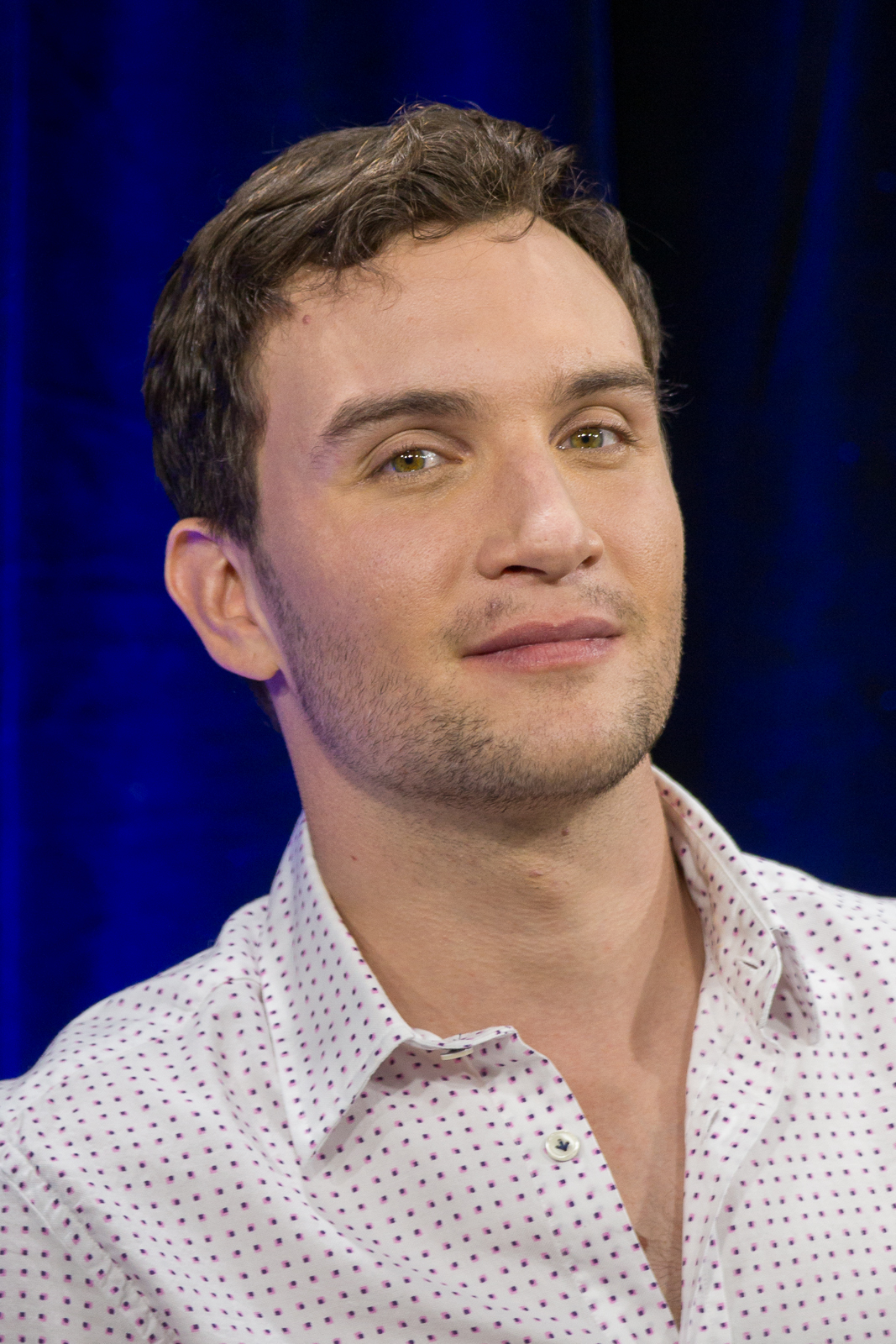

아리 밀런(Ari Millen, 1982년 1월 19일 ~ )은 캐나다의 연극 배우, 텔레비전 배우이다.
킹스턴에서 태어났다.

## 방송
- 오펀 블랙 시즌3
- 오펀 블랙 시즌2

## 영화
- 테이크 유어 데드 (2018년) - 레기 역
- 더 데스 앤 라이프 오브 존 F. 도노반 (2018년)
- 파괴자들(영어판) (2016년) - 렉슬런 박사 역
- 집행자들 (2015년)
- 디아블로 : 어둠의 파수꾼   (2014년)